# Миранорти

Миранорти на карте штата.

Миранорти (порт. Miranorte) — муниципалитет в Бразилии, входит в штат Токантинс. Составная часть мезорегиона Западный Токантинс. Входит в экономико-статистический микрорегион Мирасема-ду-Токантинс. Население составляет  12 623 человека на 2010 год. Занимает площадь 1 031,624 км². Плотность населения — 12,24 чел./км².
Праздник города —  11 ноября. 

## История
Город основан в 1989 году.

## Статистика
- Валовой внутренний продукт на 2003 составляет 34.425.128,00 реалов (данные: Бразильский институт географии и статистики).
- Валовой внутренний продукт на душу населения на 2003 составляет 2.831,01 реалов (данные: Бразильский институт географии и статистики).
- Индекс развития человеческого потенциала на 2000 составляет 0,706 (данные: Программа развития ООН).

## География
Климат местности: тропический.

## Демография
Согласно сведениям, собранным в ходе переписи 2010 г. Национальным институтом географии и статистики (IBGE), население муниципалитета составляет:
| Полное население                               | Полное население                               | Полное население                               | Полное население                               | 12 623 |
| ---------------------------------------------- | ---------------------------------------------- | ---------------------------------------------- | ---------------------------------------------- | ------ |
| в том числе:                                   | Городское население                            | 11 036                                         | Процент городского населения, %                | 87,43  |
|                                                | Сельское население                             | 1 587                                          | Процент сельского населения, %                 | 12,57  |
|                                                | Мужское население                              | 6 423                                          | Процент мужского населения, %                  | 50,88  |
|                                                | Женское население                              | 6 200                                          | Процент женского населения, %                  | 49,12  |
| Плотность населения, чел/км²                   | Плотность населения, чел/км²                   | Плотность населения, чел/км²                   | Плотность населения, чел/км²                   | 12,24  |
| Население муниципалитета в % к населению штата | Население муниципалитета в % к населению штата | Население муниципалитета в % к населению штата | Население муниципалитета в % к населению штата | 0,91   |

По данным оценки 2016 года население муниципалитета составляет 13 298 жителей.

## Важнейшие населенные пункты
| № | Населённый пункт | Населённый пункт (порт.) | Категория | Население чел. (2010) | На карте                       |
| - | ---------------- | ------------------------ | --------- | --------------------- | ------------------------------ |
| 1 | Миранорти        | Miranorte                | город     | 11 036                | 9°32′08″ ю. ш. 48°35′30″ з. д. |